# Domagoj Kapetanović
Domagoj Kapetanović (Ljubuški, 30. siječnja 1926. – Zagreb, 2005.), hrvatski bivši nogometaš i nogometni trener iz Bosne i Hercegovine.
Najpoznatiji je po uspjehu s momčadi Toronto Metros-Croatije u pobjedi u Sjevernoameričkoj ligi sezone 1976., 9. sezoni NASL-a. Igrao i za za juniorsku i seniorsku reprezentaciju Zagreba i Hrvatske. Bio je i uspješan igrač stolnog tenisa i velikog rukometa.
Igračku karijeru počeo je u Concordiji, zagrebačkom Građanskom. Jugokomunističkim rušenjem hrvatskih klubova Građanski je ukinut dekretom komunističkih vlasti 1945. i nekolicina igrača iz Građanskog, pristala je igrati za beogradski Partizan kojem kao vojnom klubu ništa nije manjkalo, a zagrebačkim igračima, ponajviše Građanskog je odbijanje značilo prekid karijere i rad u slabo plaćenim strukama. U Partizan su otišli Kapetanović, Franjo Glaser, Zlatko Čajkovski, Stjepan Bobek, Miroslav Brozović, Zlatko Čajkovski, Bruno Belin, Branko Strnad i drugi. Također je igrao za zagrebačke klubove Lokomotivu, Dinamo i Metalac.
Od 1958. do 1966. bio trener pionira i juniora u Dinamu. Od 1966. trenirao druge klubove. Kao trener vodio je Dinamo iz Zagreba 1973. godina te nekoliko hrvatskih domaćih i hrvatskih inozemnih klubova, poput Toronto Metros-Croatije u Kanadi i Croatiju iz Sydneya u Australiji. S Osijekom je ušao u 1. ligu,  s libijskim Al-Ahlyjem je osvojio prvenstvo, s Croatijom iz Sydneya bio je prvak Novog Južnog Walesa 1981. godine.
Godine 1994. primio priznanje Trofej podmlatka HNS-a za životno djelo u nogometnom športu, odnosno za izniman doprinos razvoju nogometnog športa u Republici Hrvatskoj. Dobitnik Zlatne plakete HNS-a.